# Milligania stylosa
Milligania stylosa là một loài thực vật có hoa trong họ Asteliaceae. Loài này được (F.Muell. ex Hook.f.) F.Muell. ex Benth. mô tả khoa học đầu tiên năm 1878.